# Dominik Distelberger
Dominik Distelberger, född 16 mars 1990, är en friidrottare från Österrike. Han deltog vid olympiska sommarspelen 2016.